# Albert Pinkham Ryder
Albert Pinkham Ryder (New Bedford, 19 de março de 1847 - Nova Iorque, 28 março de 1917) foi um pintor norte-americano mais conhecido por seus trabalhos poéticos, alegóricos e sobre temas marinhos, assim como sua personalidade excêntrica.

## Descrição
Ryder nasceu em New Bedford, Massachusetts. New Bedford, um porto baleeiro movimentado durante o século XIX, tinha uma íntima ligação com o mar que provavelmente fornecia inspiração artística para Ryder mais tarde na vida. Ele era o mais novo de quatro filhos e pouco se sabe de sua infância. Ele começou a pintar paisagens, enquanto estava em New Bedford. A família Ryder se mudou para Nova York em 1867 ou 1868 para se juntar ao irmão mais velho de Ryder, que tinha aberto um restaurante de sucesso. Seu irmão também conseguiu o Hotel Albert, que se tornou um marco em Greenwich Village.

## Obras

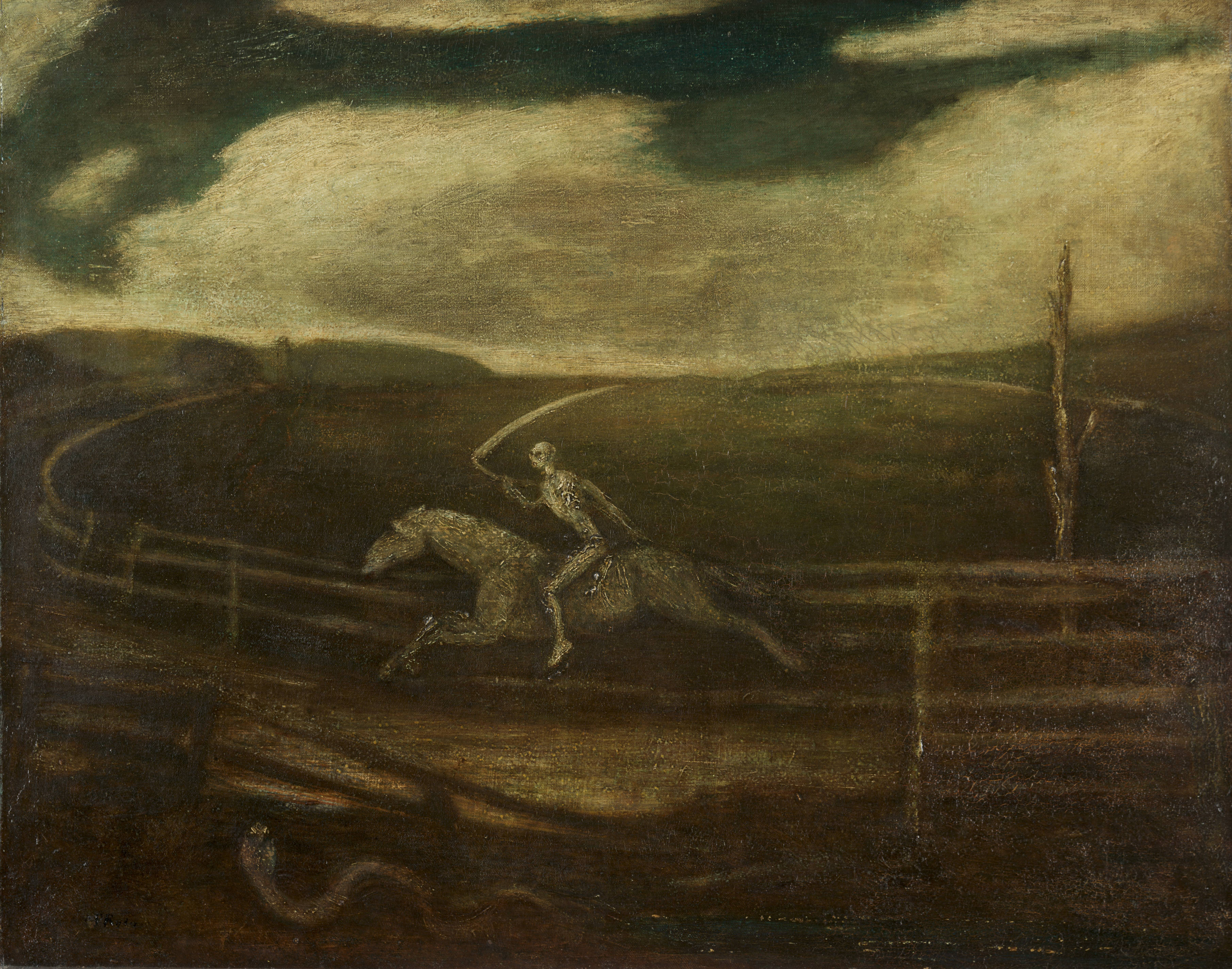
Quadro: O Autódromo, (The Race Track - Death on a Pale Horse).
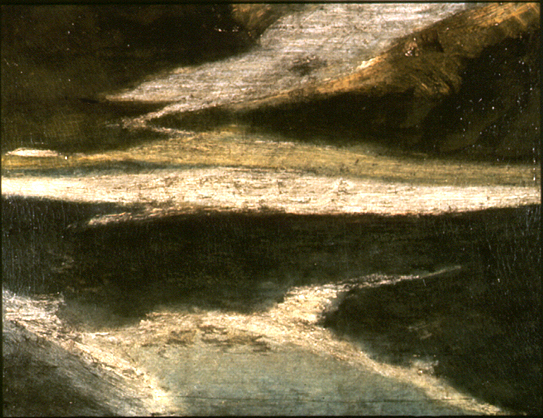
Quadro: O Canal (The Canal).
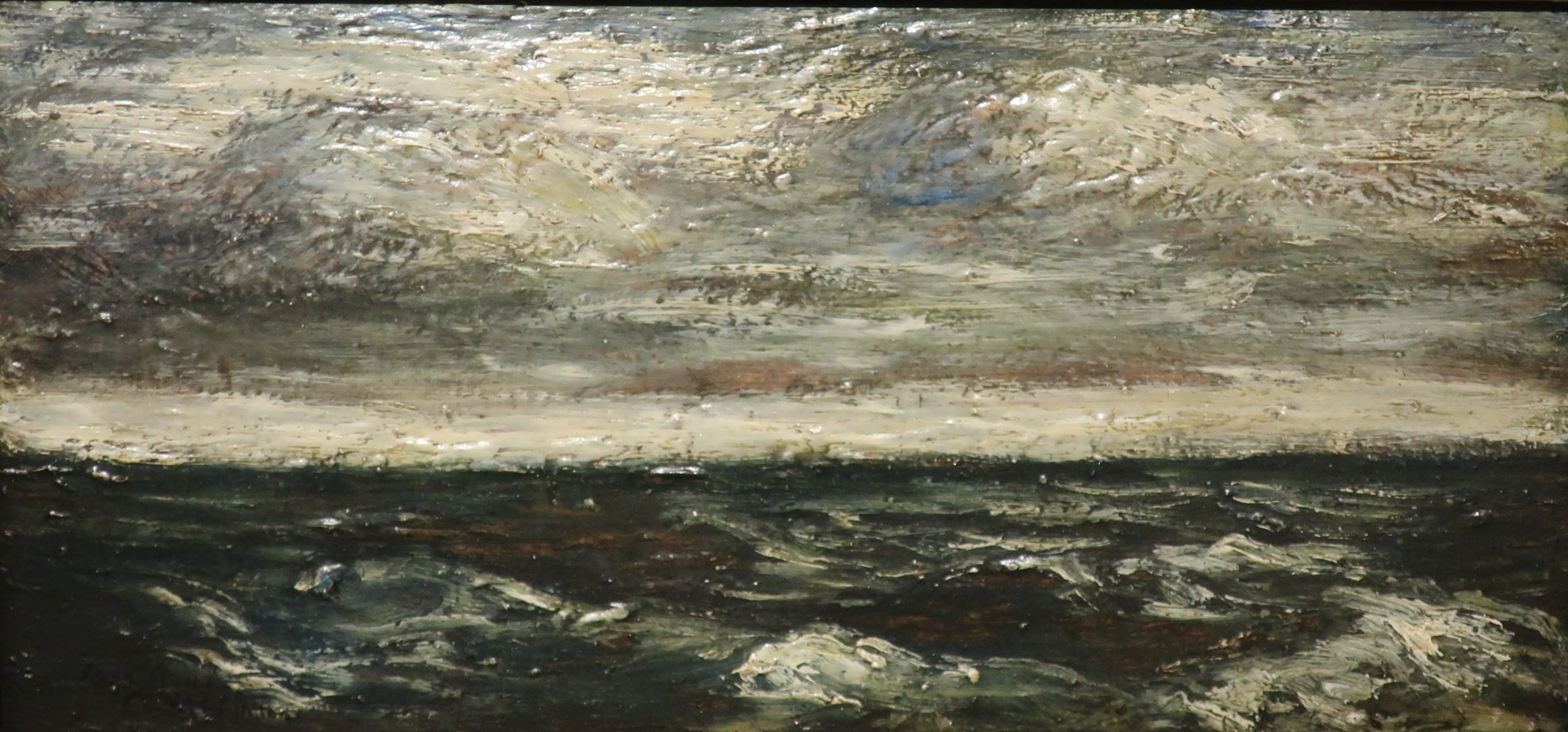
Quadro: Marinha (Marine).